# Euphorbia muirii
Euphorbia muirii är en törelväxtart som beskrevs av Nicholas Edward Brown. Euphorbia muirii ingår i släktet törlar, och familjen törelväxter. Inga underarter finns listade i Catalogue of Life.